# Гюлеш

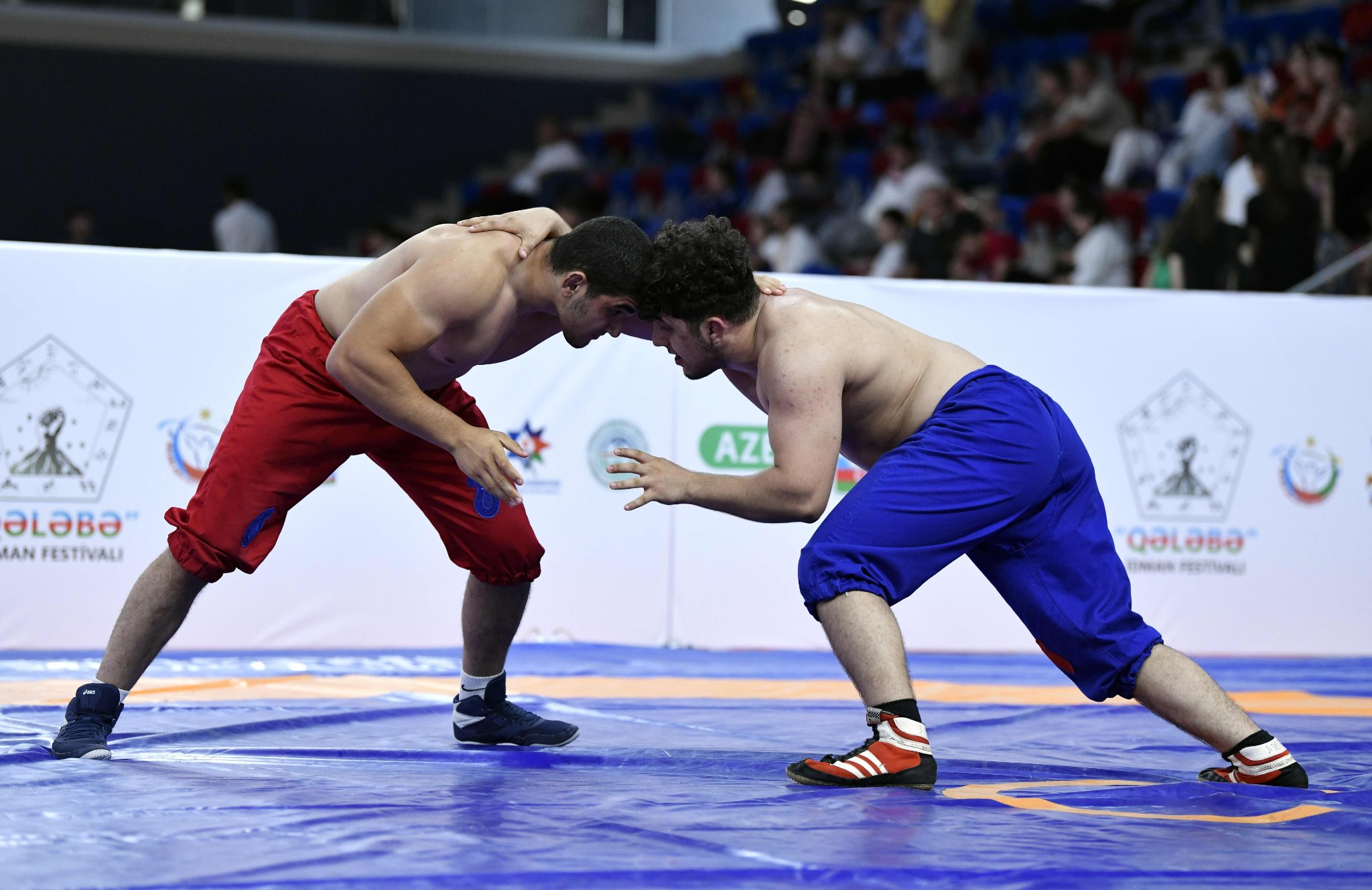
Борцы гюлеш во время спортивного фестиваля «Победа» в Баку

Гюлеш (азерб. Güləş) — азербайджанская национальная борьба. Популярна как в окрестностях Баку, в таких населённых пунктах, как Маштага, Нардаран, Бузовна, Забрат, так и во многих других районах и городах Азербайджана (в Гяндже, Шеки, Газахе, Сальяне, Товузе, Загатале и др.).

## История
Одним из важнейших средств физического воспитания азербайджанского народа издавна была народная борьба гюлеш, соревнования по которой были раньше местными. С 1937 года проводятся состязания на первенство как районов, городов, так и республики.
Большая работа по воссозданию истории гюлеша и систематизации правил борьбы проделана молодым азербайджанским учёным, доцентом Азербайджанского института физической культуры Э. Рагимовым.
Встреча пехлеванов, как пишут исторические хроники часто решала судьбу сражения целых армий. Бытует народная легенда об Алты Айлаге из селения Муштагы, который будучи от природы физически сильным, тренировался огромными деревянными булавами, и даже с живым верблюжонком, одной рукой поднимал каменные плиты, вступал в борьбу сразу с несколькими силачами.

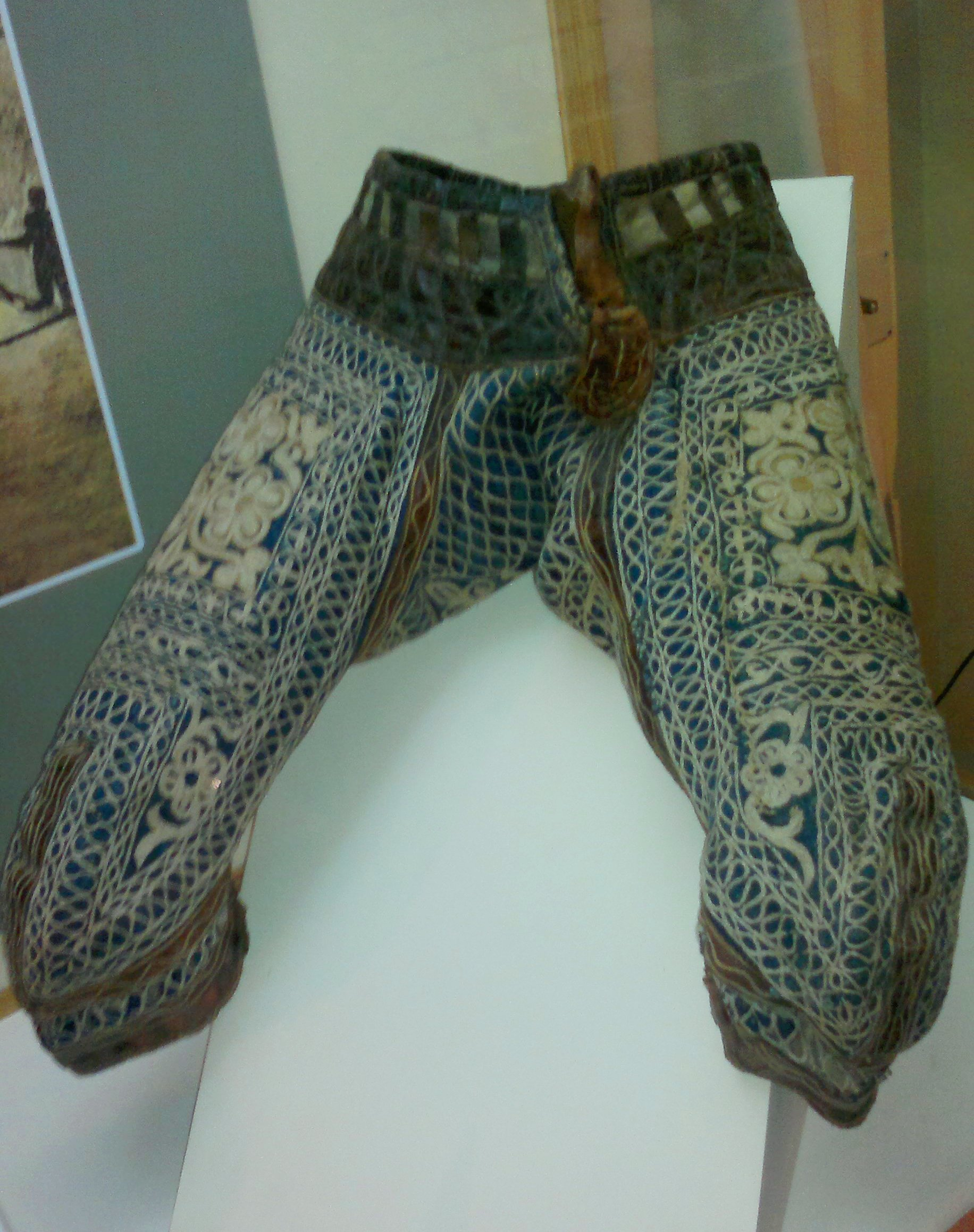
Борцовские шаровары («тамбан») эпохи средневековья в Музее истории Азербайджана в Баку

В Баку у подножья Девичьей башни в специальном помещении зурхана, меандры (тренеры) проводили свои занятия с учениками и боролись пахлеваны. В Музее истории Азербайджана выставлены отдельные сохранившиеся снаряды для зорхана. Предметы эти были тяжёлыми (зорхана мили, палицы, щиты, йекбаргиры, гири) и служили для тренировок. Перед началом же состязания пехлеваны-силачи проводили в зорхана разминку, которая чаще всего проходила в сопровождении народных музыкальных инструментов. На одном из спортивных орудий масляной краской изображена схватка борцов. Этот рисунок даёт представление о том, как проходила схватка в национальной борьбе гюлеш, в какой одежде были спортсмены, какие снаряды и приёмы применялись ими, какими способами пользовались борцы и т. д..
Силачей в сёлах и городах уважали, так как те могли защитить мирных жителей от нападения чужеземцев. Между борцами регулярные состязания проводились во время перерывов в сельскохозяйственных работах, в дни праздников, таких, как Новруз-байрам.
В «Обозрении российских владений за Кавказом» 1836 года Н. Флоровским даются сведения о спортивных занятиях жителей Елисаветполя (тогдашнее название Гянджи), где для борьбы существовал даже особый дом:
Гимнастические упражнения часто занимают жителей Елисаветпольских: они с удовольствием смотрят на борьбу, для которой даже назначен особый дом. Татары весьма хорошо знают, что такие игры полезны для укрепления тела.
Гюлеш упоминается в фильме «Не бойся я с тобой», где герой Льва Дурова Сан Саныч, перед началом тренировки, говорит узникам: «кстати очень многое я взял из вашей народной борьбы гюлеш».

Спортивные снаряды борцов гюлеш эпохи средневековья. Музей истории Азербайджана
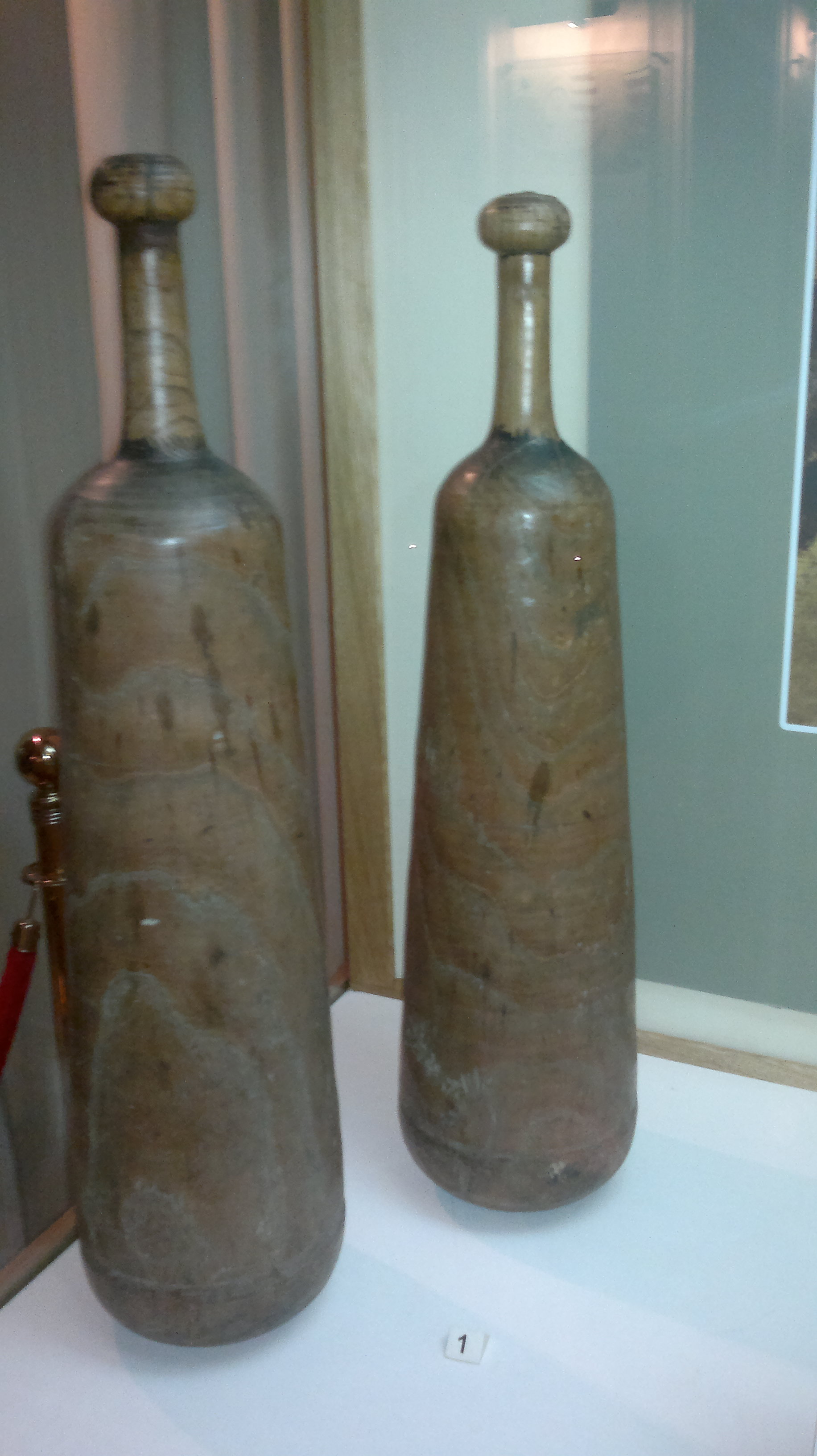
Деревянные булавы («зорхана мили»)
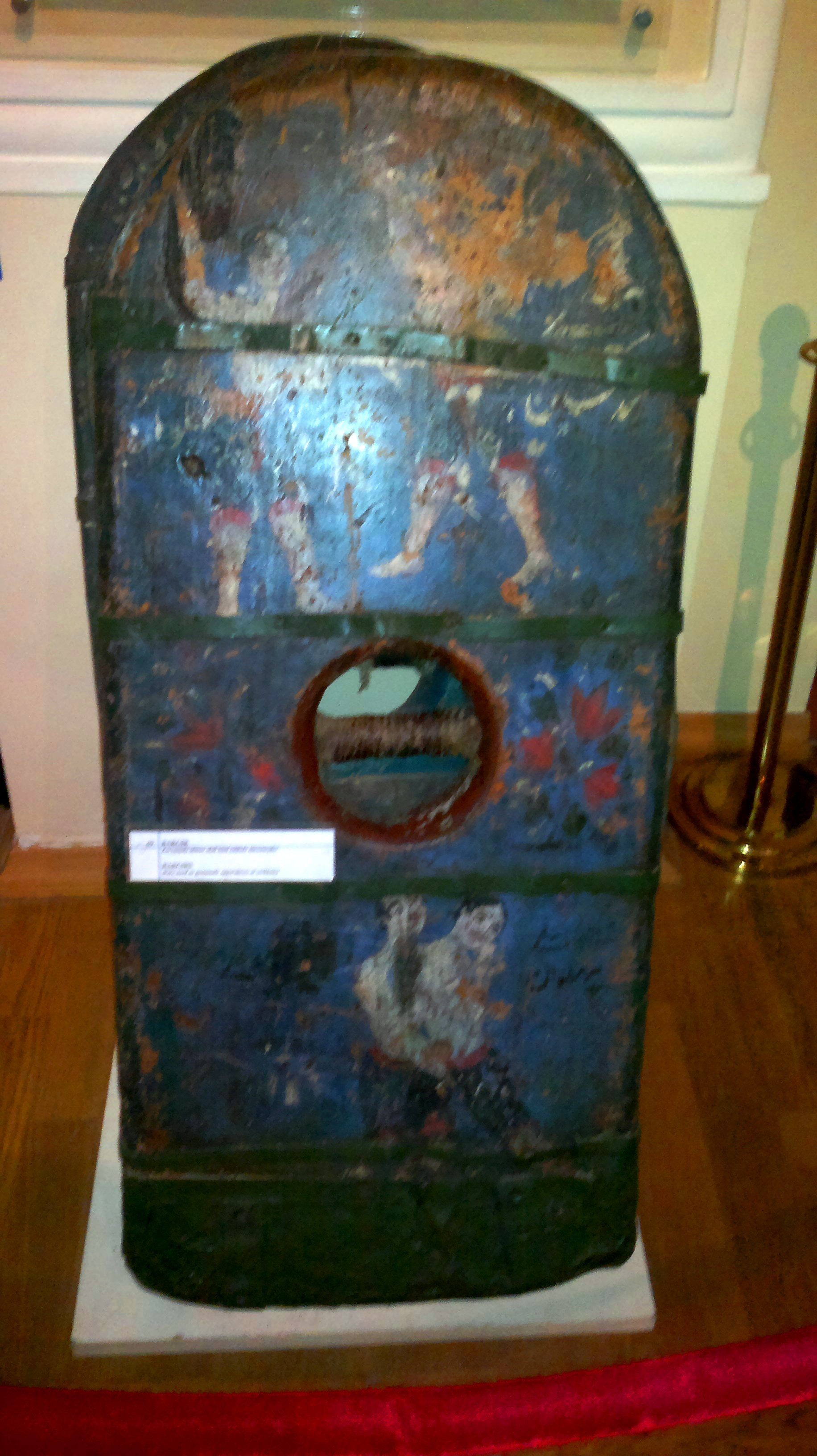
Баргир — спортивный снаряд с изображениями сцены борьбы гюлеш и физических упражнений (XVIII-XIX вв.)

## Особенности

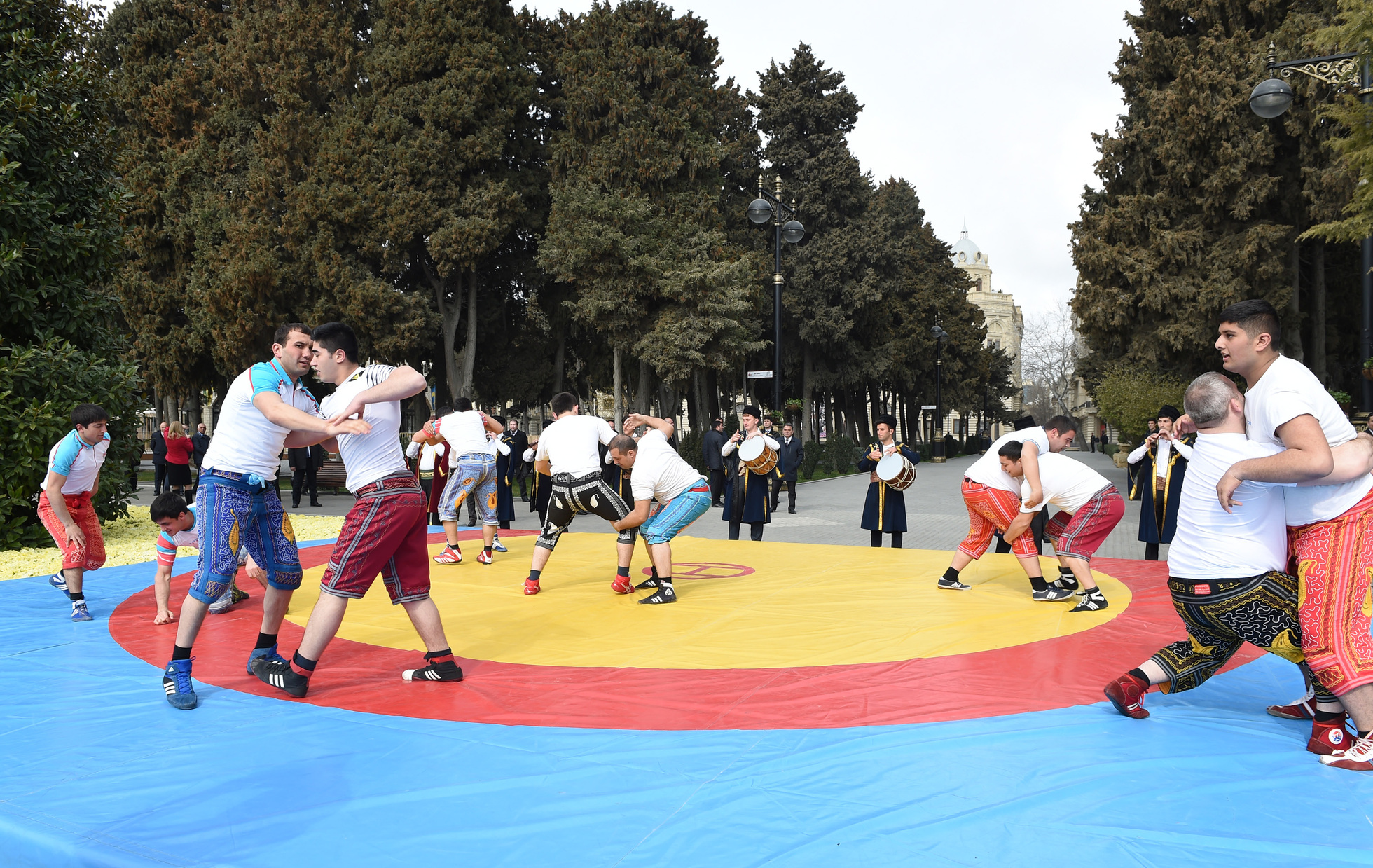
Борцы гюлеш во время фестиваля Новруз в Баку

Борцы в гюлеш могут захватывать своего противника ниже пояса (за ноги и за шаровары), им разрешены подножки, подсечки, подхваты, зацепы и некоторые другие приёмы. Перед началом борьбы пехлеваны приветствуют друг друга на середине ковра, а затем танцевальными шагами направляются в противоположные углы ковра. При этом они выполняют движения руками: одной рукой они проводят вверх и назад, а другой — вниз и назад, затем наоборот. Позже борцы, приняв упор лёжа, по 3—4 раза попеременно сгибают и разгибают каждую руку. Схватка начинается сразу после того, как по свистку судьи борцы, выйдя на середину ковра, подадут друг другу руки и трижды толкнутся плечами. Борьба проходит с музыкальным сопровождением, под музыку таких народных инструментов, как зурна и нагара.
Раньше борец проигрывал сразу после того, как падал на колени. Для этого, борцам на колени привязывали небольшие зеркальца, раздавить которые считалось поражением. Теперь борцам разрешено переходить в партер и пользоваться мостом. Победа присуждается по очкам только в том случае, когда не сделано туше и борец не положен на лопатки. Учитываются как броски противника на ковёр, так и инициатива при ведении схватки.